# 伊藤和也
伊藤 和也（いとう かずや、1976年11月19日 - 2008年8月26日）は、ペシャワール会職員。

## 来歴
静岡県出身。大卒後の2003年、アフガニスタンの紛争・テロからの復興を目的とした活動をし続けていたペシャワール会に入会し自ら同国への派遣赴任を申し出た。
伊藤は同会に提出した志望動機に「アフガニスタンの復興のためには農業支援が欠かせない」とした上で「語学ははっきりいってだめです。農業分野も経験や知識は不足しています。ただ私は、現地の人と一緒に成長して、アフガニスタンを本来の緑豊かな国に戻したい」と訴えた。ペシャワール会では1979年～2001年の一連の紛争・戦争などにより荒廃した国土復興のために、用水路建設や農地開拓といった復興支援を展開し、伊藤はその農業支援のカテゴリーのボランティア活動を行った。
2008年8月、武装勢力のテロリストにより伊藤は誘拐され、伊藤の仕事仲間だった村人やボランティアが捜索に当たったが、テログループはパニックになり伊藤に銃を突きつけ発砲。その銃弾は左太ももを貫通し、出血多量で死亡した。
2012年6月、自爆テロ容疑で逮捕されていた主犯格が自供し、事件に関わった3人は現地の最高裁からそれぞれ懲役20年､10年､6年の判決を受けた。
没後、伊藤の両親が伊藤の意思を受け継ぎ、アフガニスタンなどテロ・戦争などで荒廃した国への復興支援のためのボランティア活動を志す人を支援するための「伊藤和也・アフガン菜の花基金」を設立した。この基金運営に当たり、2009年にかけて伊藤が生前撮影したアフガニスタンの現状を知ってもらうための写真展示会を全国各地で順次開催。その会場内に基金への募金箱が設置され、その募金や市民・有志・関係者らからの寄付金を含め約2600万円が寄贈された。そのうち、1800万円はペシャワール会が建立したイスラム教の青少年戦災孤児らのための学校「マドラサ」の寄宿舎の建設費用に、200万円がアフガニスタンの農業支援金にそれぞれ充当された。

## 受賞
- 第15回読売国際協力賞・特別賞を受賞。[5]
- 2008年度シチズン・オブ・ザ・イヤーを受賞。[6]
- ボーイスカウト日本連盟スカウティング褒賞[7]

## テレビ番組
- 菜の花畑の笑顔と銃弾 NHKスペシャル 2009年2月23日
- 12月11日放送 「私たちの心に残したもの」 SBSテレビ 2009年12月11日

## 書籍
- 『アフガニスタンの大地とともに―伊藤和也遺稿・追悼文集』ペシャワール会編 石風社 2009年 ISBN 978-4883441723[8]
- 『ダラエヌールの子供たち―アフガニスタンの小さな村にて』伊藤和也 石風社 2009年 ISBN 978-4883441785[7]